# 永井直珍
永井 直珍（ながい なおよし）は、摂津高槻藩の第8代藩主。

## 経歴
寛保2年（1742年）8月、第6代藩主永井直期の三男として生まれる。宝暦8年（1758年）に兄で第7代藩主の直行が死去したため、養子として跡を継いだ。宝暦9年4月25日（1759年）に豊姫と婚姻する。明和7年（1770年）11月17日に死去し、跡を長男の直進が継いだ。享年29。

## 正室
正室の豊姫は、『寛政重修諸家譜』などの公式系図では膳所藩主本多康桓の娘となっているが、越後長岡藩牧野氏家譜の補足史料の『御附録』では実は牧野忠周の長女で牧野忠寛の姉であるとする。また、長岡藩主牧野忠利の未亡人でもある。
寛保元年3月21日（1741年）に出生する。当初の名前は逸姫で、寛延3年（1750年）に理由があって公式上、本多康桓の娘として牧野忠利と婚約し、茂姫と改名した。宝暦5年6月（1755年）に婚礼を上げるが、同年7月に忠利が死去し、寡婦となる。宝暦7年2月（1757年）に膳所藩の康桓に引き取られて同年5月に豊姫と改名し、2年後に直珍に嫁いだ。
その後、直珍にも死別されて安永5年6月29日（1776年）に死去した。